# Wilhelmine Eibenschütz-Wnuczek
Wilhelmine Eibenschütz-Wnuczek   (Cracòvia, 17 de gener de 1879 - Berlín, 26 de juny de 1957), nascuda Marianne Wnuczek, fou una pianista polonesoalemanya, esposa del pianista Albert Maria Eibenschütz amb qui s'havia casat el 3 de juny de 1898.
Estudià el piano des de 1893 a 1896 en el Conservatori de Colònia, sent alumna del que més tard hauria d'ésser el seu marit. D'allà passà a Berlín, on completà els seus estudis i aconseguí una plaça de professora en el Conservatori Stern. Per acabar feu un viatge de concerts, tocant en les capitals més importants d'Alemanya.
Després desplegà la seva activitat musical en el Conservatori de Wiesbaden, dirigit pel seu espòs Albert. Finalment desenvolupà una càtedra de piano en el Conservatori d'Aquisgrà, i des d'allà emprenia gires de concert amb gran èxit.